# Petite France (Strasbourg)
Pour les articles homonymes, voir Petite France.
La Petite France ou Französel (en alsacien) est, avec la Grande Île de Strasbourg, un quartier pittoresque du  centre-ville historique de Strasbourg en Alsace, autour des canaux de l'Ill. La Grande Île et la Petite France sont classées au patrimoine mondial de l'UNESCO depuis 1988.

## Présentation
Le quartier de la Petite France, du sud-ouest de la Grande Île de Strasbourg, est un des plus pittoresques et des plus touristiques de Strasbourg. Ancien quartier historique de corporations d'artisans, de pêcheurs, de bateliers, de tanneurs et de Moulins, autour des canaux de l'Ill, avec ses quais fleuris et canaux (variante de la petite Venise de Colmar), ses écluses, son pont du Faisan, ses ponts couverts et tours carrées de défense des anciennes fortifications de Strasbourg, son remarquable ensemble de maisons à colombages et pan de bois typiques de la fin du Moyen Âge et du début de la Renaissance strasbourgeoise du XVIe siècle, ses boutiques et restaurants-winstub-bierstub (dont les célèbres maison des Tanneurs, Au Pont Saint-Martin, ou maison Lohkäs), ses anciennes Glacières...

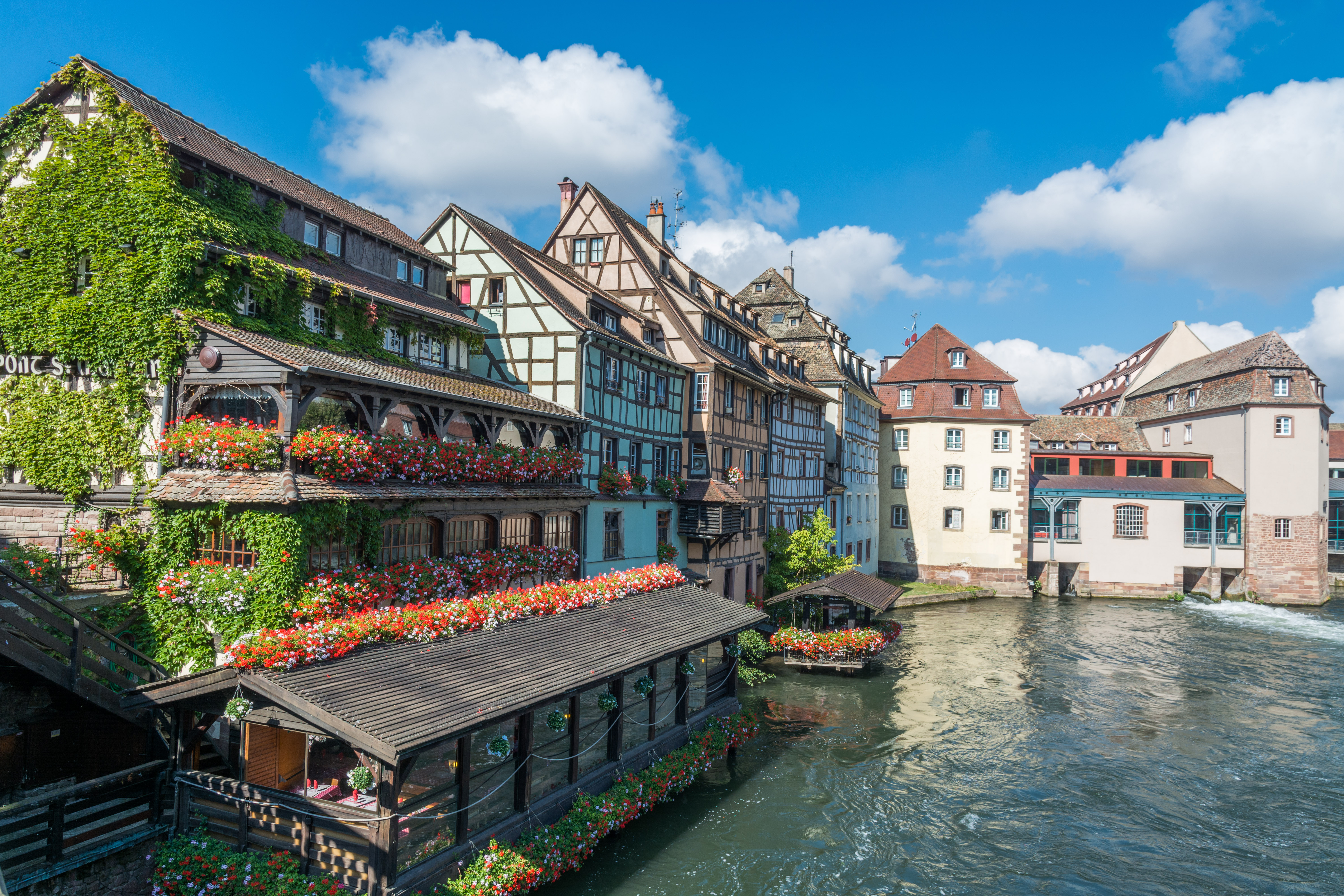
Au Pont Saint-Martin et anciennes Glacières.
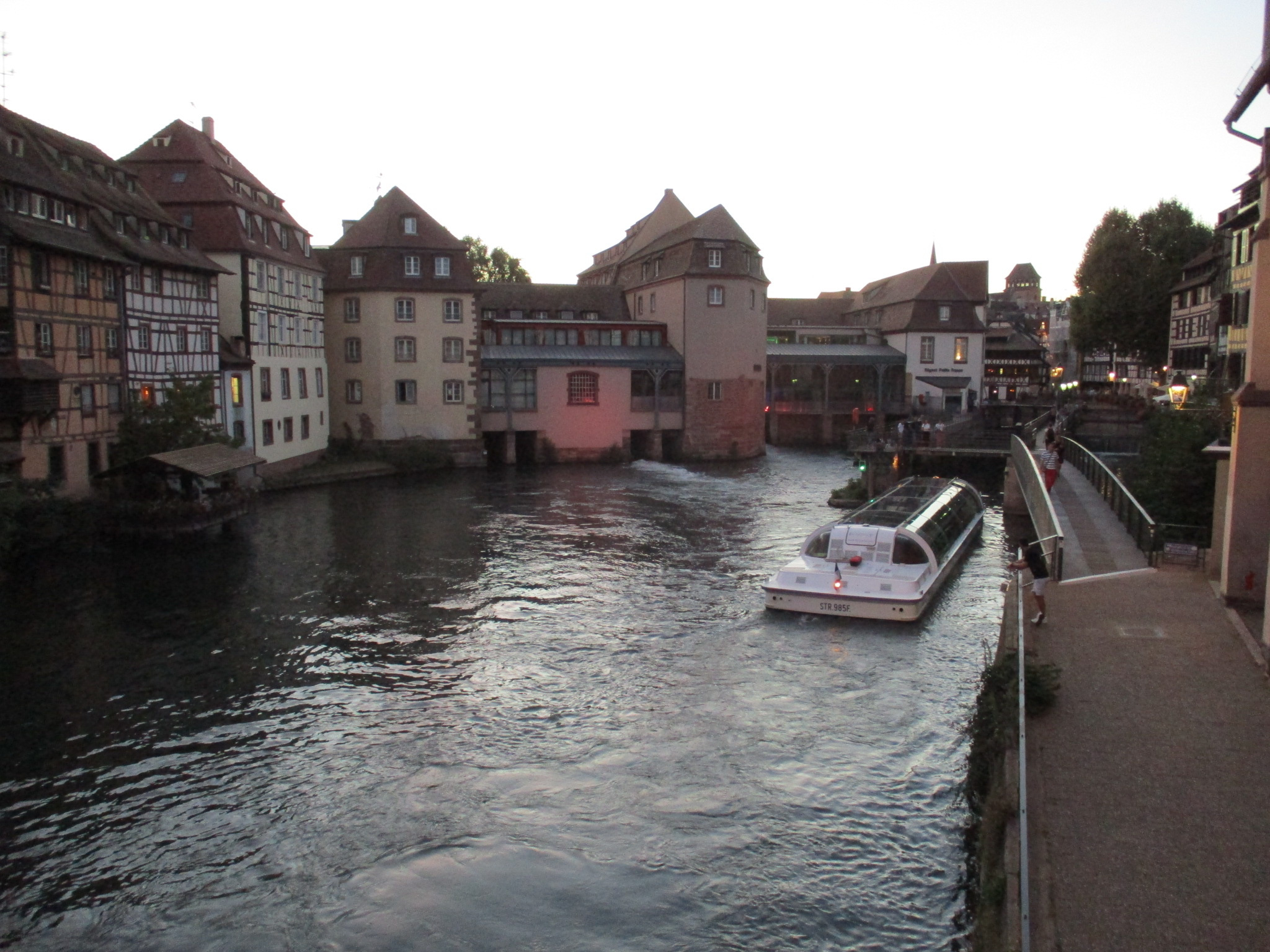
Anciennes Glacières de Strasbourg et écluse
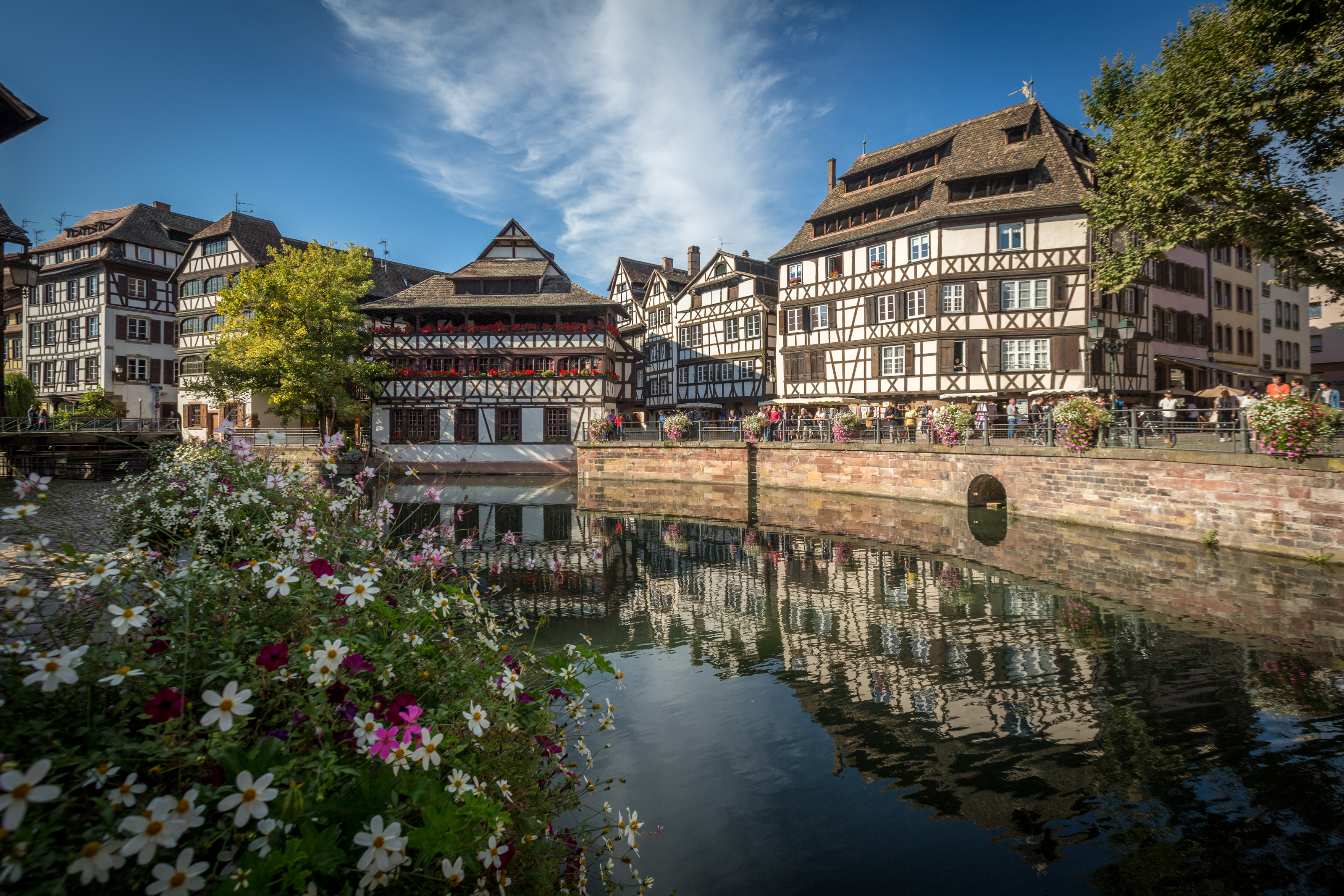
Maison des Tanneurs, place Benjamin-Zix, et pont du Faisan

Variante de la petite Venise de Colmar, située à l'intersection de l'Ill et du canal du Faux-Rempart, la Petite France est traversée par un delta aménagé de cinq canaux pittoresques, traversés par le pont du Faisan (pont tournant) et la rue des Moulins : canal de navigation, canal de la Zornmühle (canal du Moulin de la Zorn), canal du moulin Spitz (« Spitzmühle »), et canal du moulin Düntz (« Düntzmühle »). 

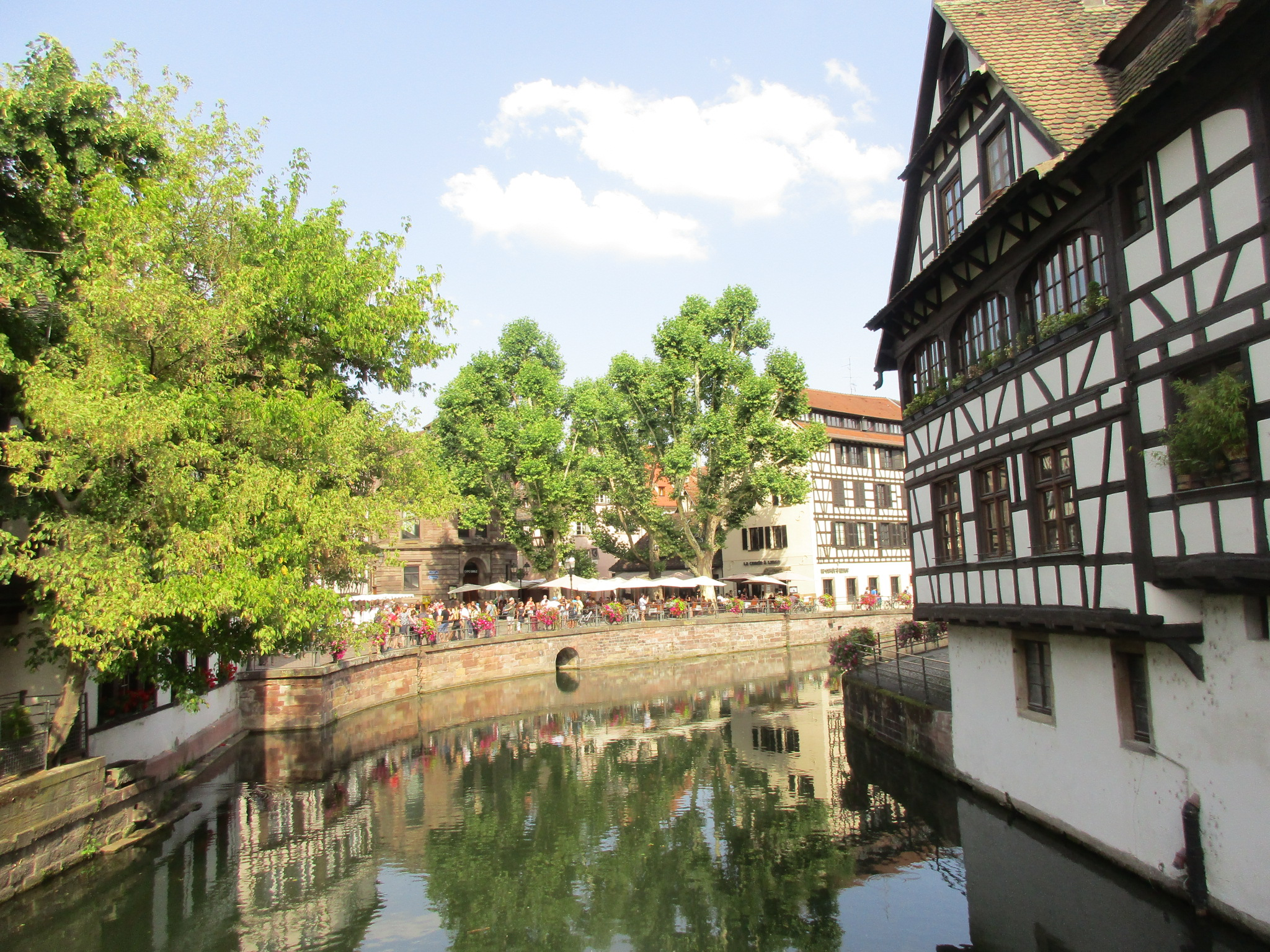
Biergarten de la place Benjamin-Zix
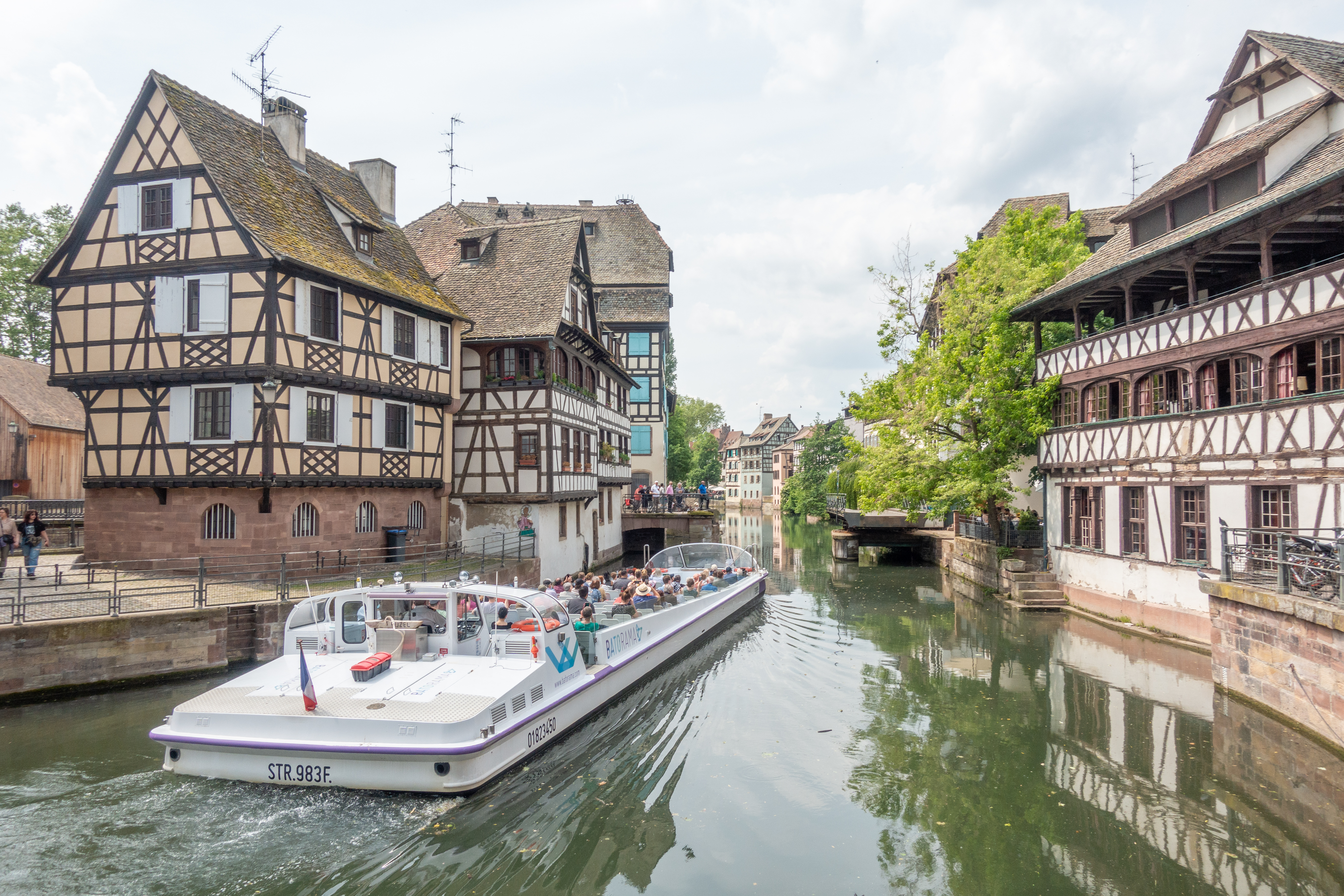
Batorama sur l'Ill et pont du Faisan
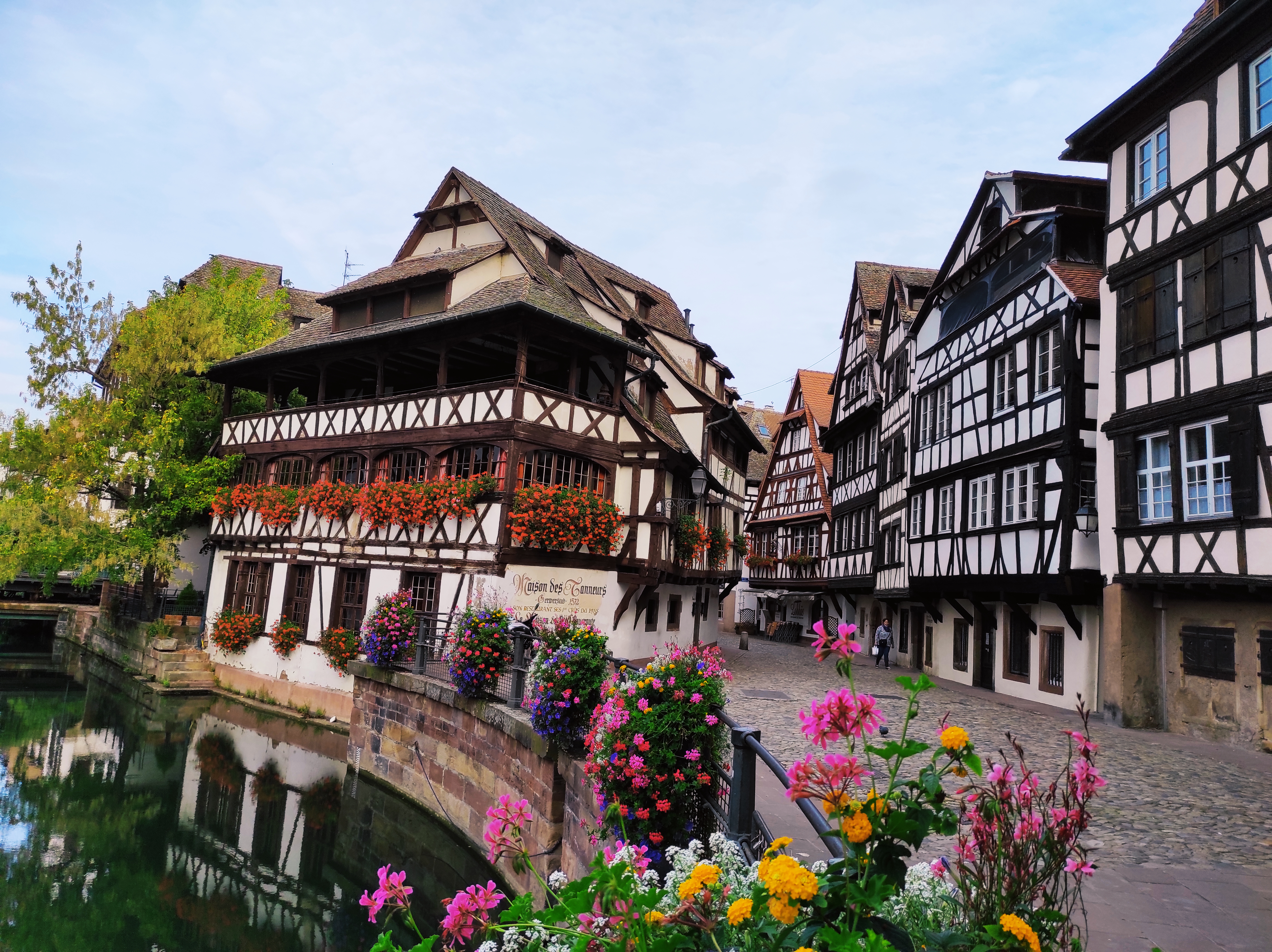
Canal de navigation de l'Ill, maison des tanneurs, rue du Bain-aux-Plantes.

Elle compte deux églises : l'ancienne église Saint-Martin de 1905, à côté du pont du même nom, actuel théâtre TJP, et l'église méthodiste de Sion de 1882, sur la place Benjamin-Zix en face de la maison des Tanneurs. 

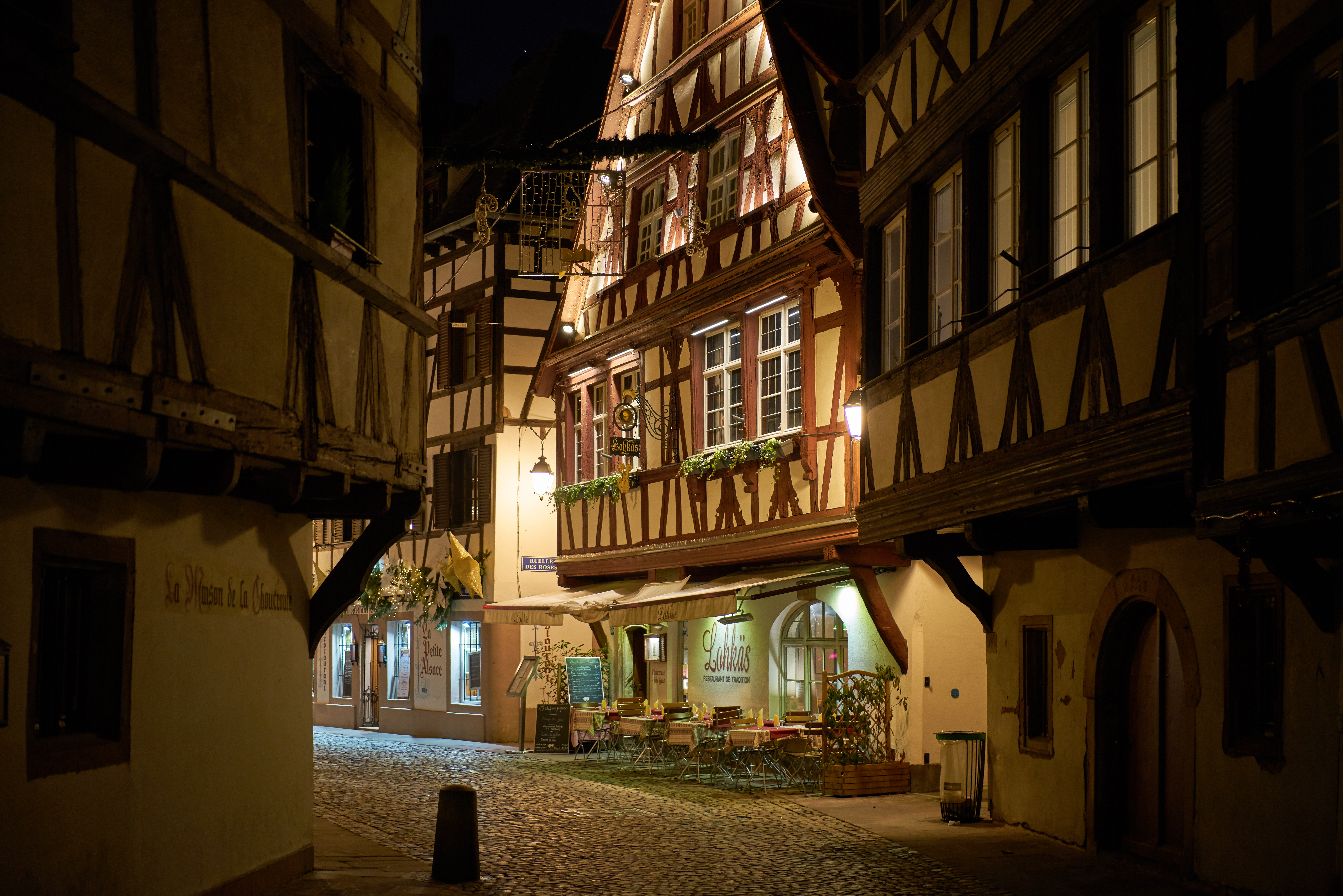
Rue Bain aux-Plantes
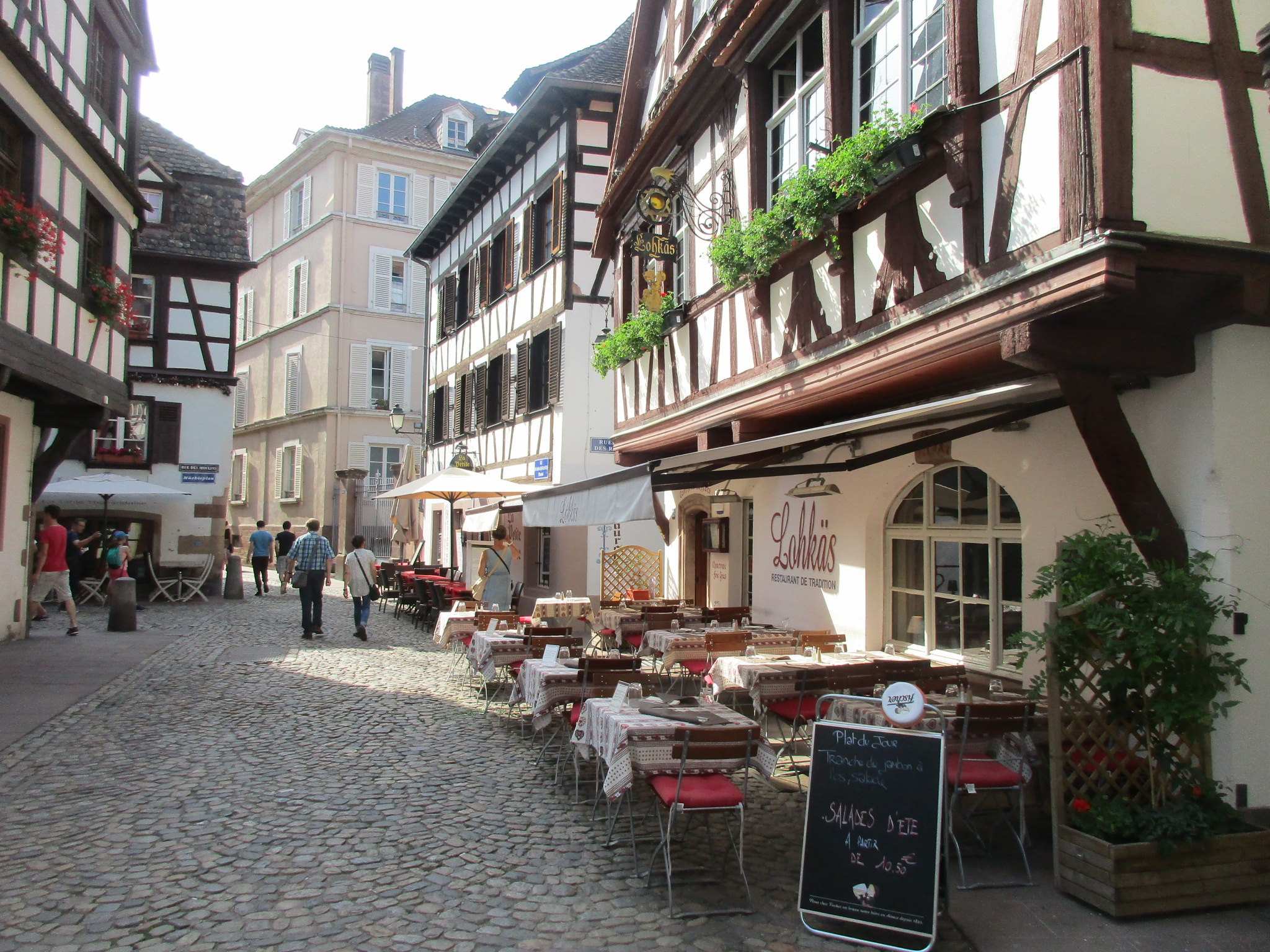
Rue Bain aux-Plantes
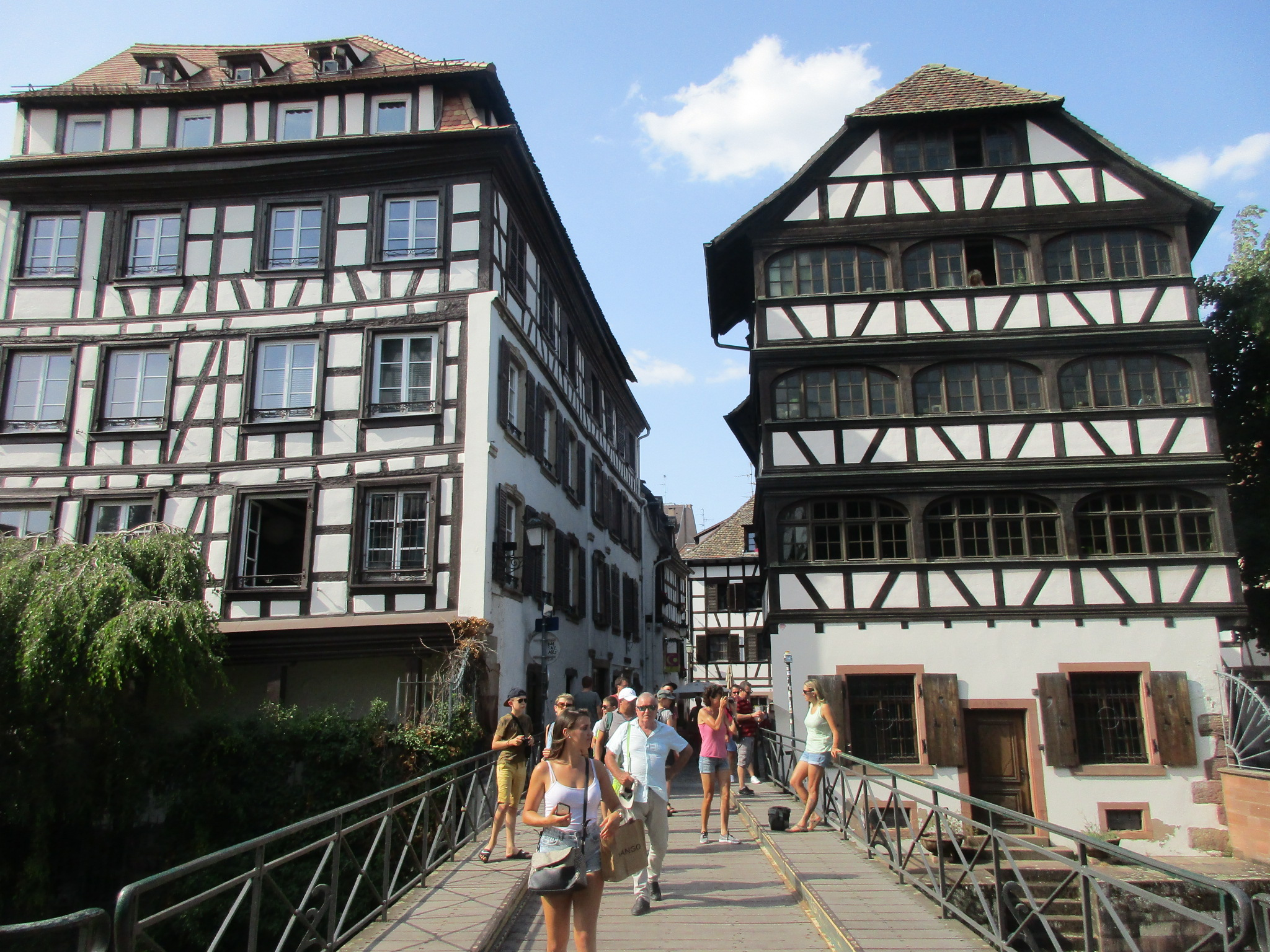
Pont du Faisan, et maison au 40 rue du Bain-aux-Plantes

Les ponts couverts et leurs quatre tours carrées de défense ferment le quartier à l'ouest, avec le barrage Vauban juste en amont, à l'intersection de l'Ill et du canal du Faux-Rempart de la Grande Île de Strasbourg.

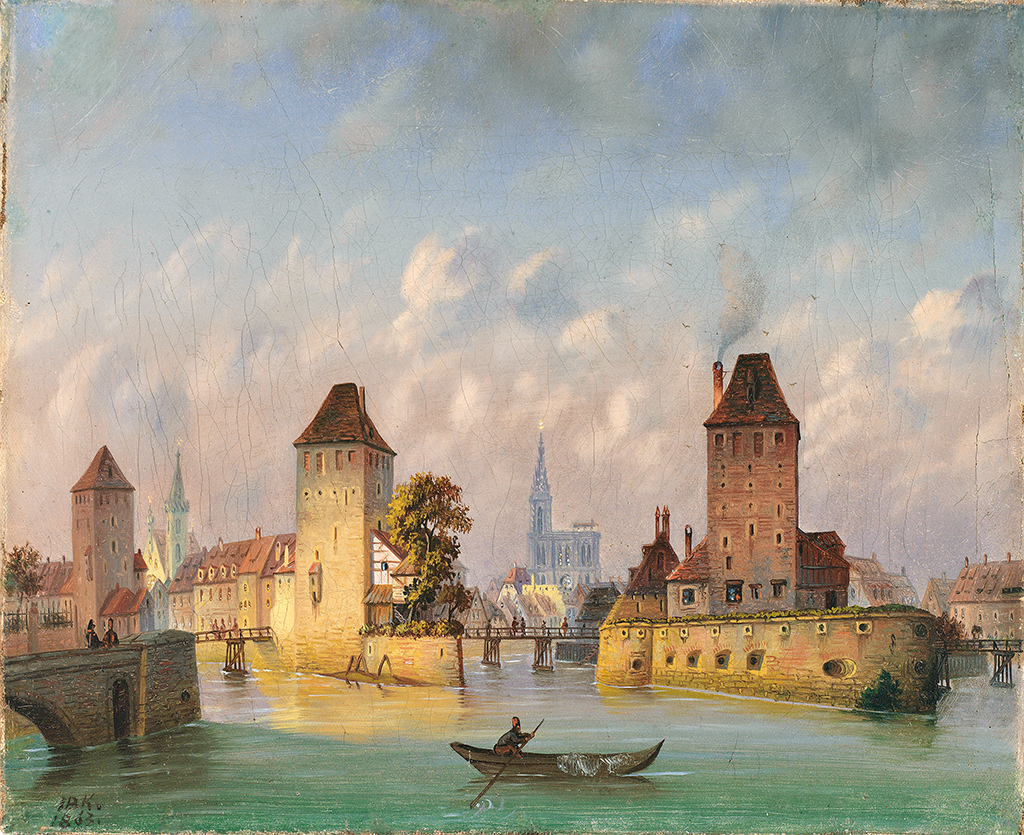
Les ponts couverts, en 1863.
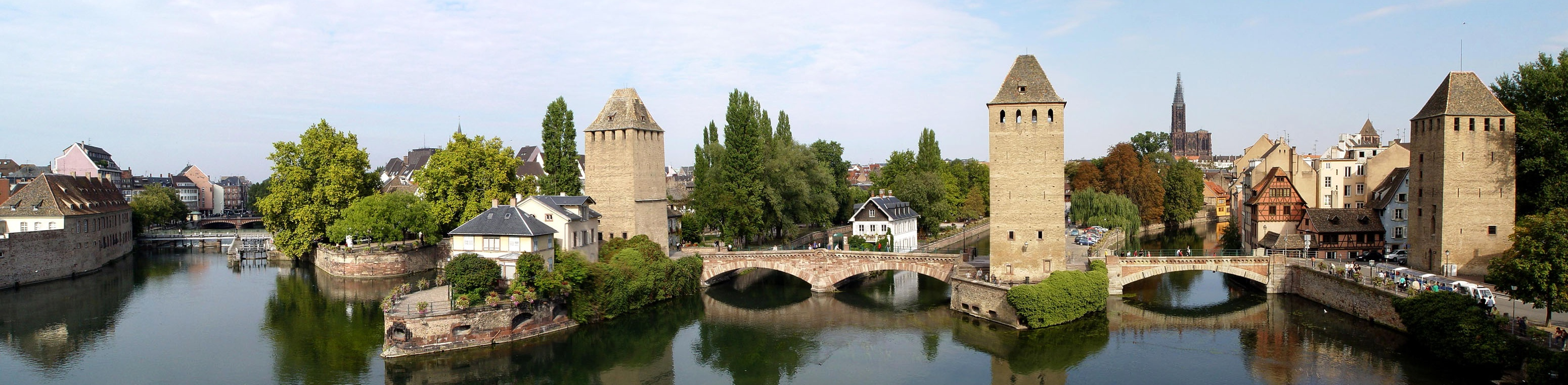
Ponts couverts, et « tour des Français » (à droite).

Les anciennes Glacières de Strasbourg du XIXe siècle ont cessé leurs activités en 1990, pour abriter à ce jour un hôtel-musée 5 étoiles.

## Délimitation

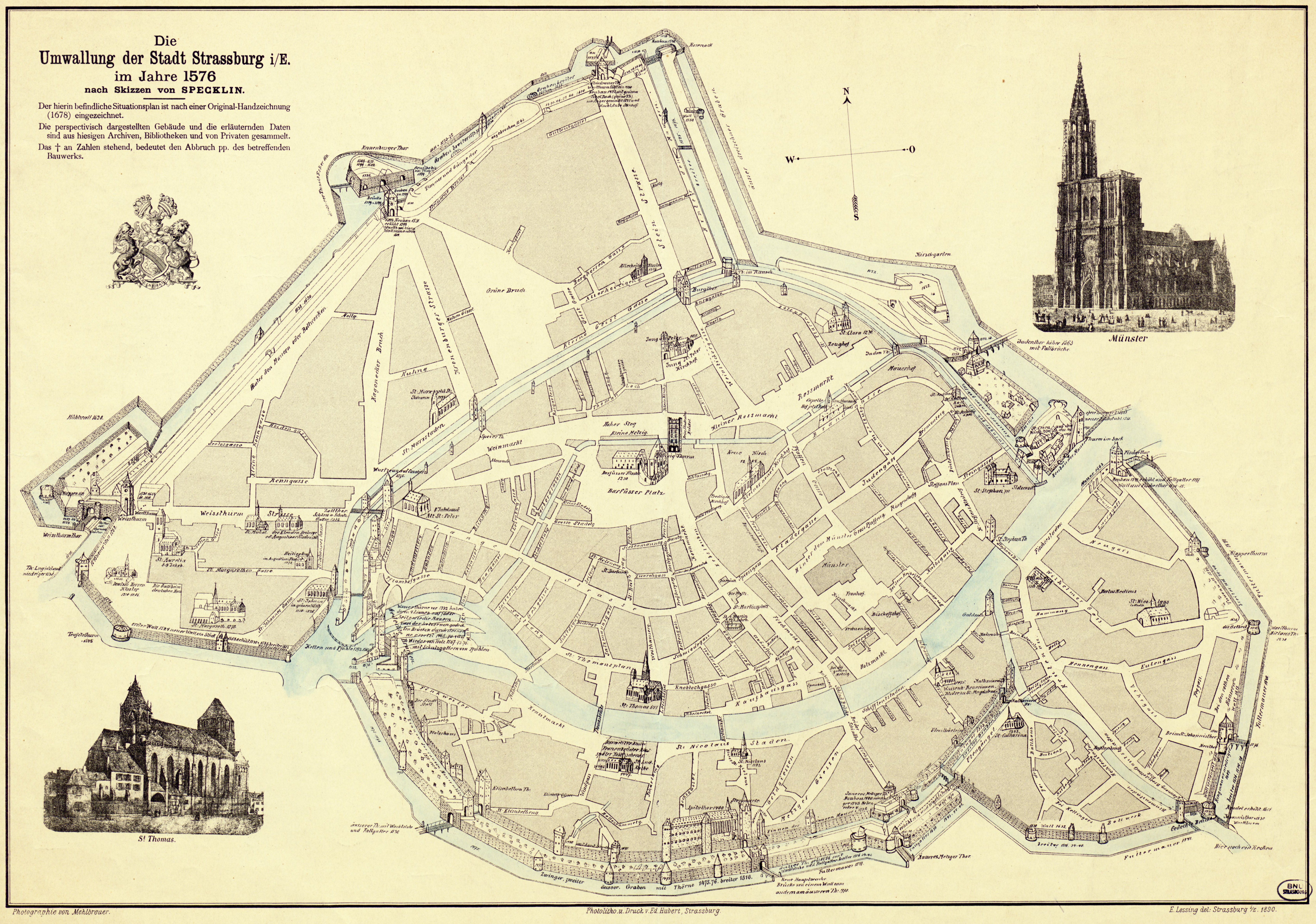
Plan de la ville de Strasbourg au XVIe siècle.

Le quartier est délimité au nord par la rue du Bain-aux-Plantes, la place Benjamin-Zix et la rue des Dentelles ; à l'est par la rue du Pont-Saint-Martin, le pont Saint-Martin et la passerelle des Moulins ; au sud par le canal du moulin Zorn ; à l'ouest par les ponts couverts. La Petite France peut elle-même être partagée entre le quartier des moulins et le quartier du Bain-aux-plantes.
Nota bene : la rue des Dentelles ne fait pas proprement partie du quartier de la Petite France. Avant le comblement du fossé des tanneurs, elle en était exclue ; ce qui se remarque par l'architecture de ses maisons souvent construites en maçonnerie alors que les habitats de la Petite France était fait de colombages.

## Histoire

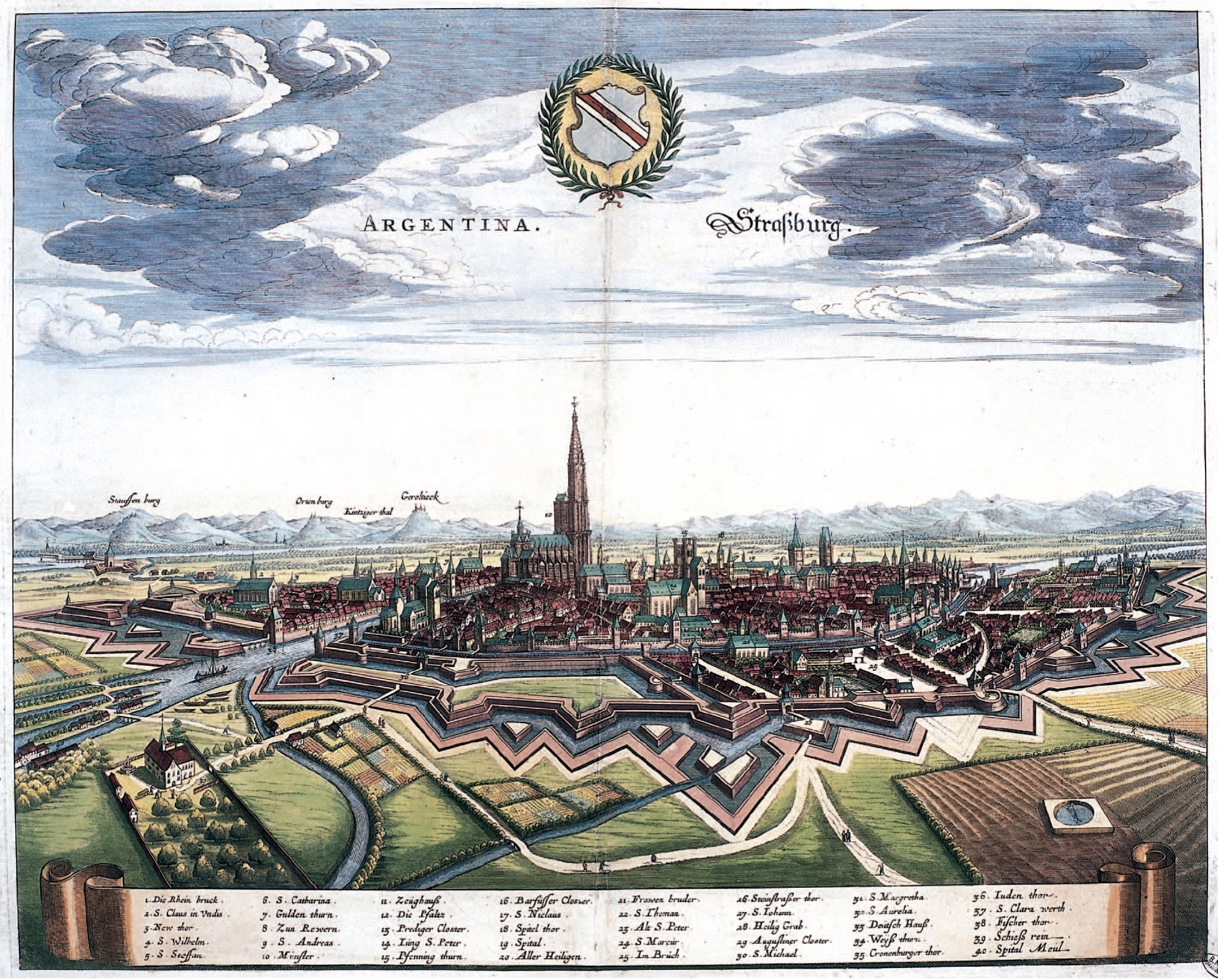
Grande Île de Strasbourg, citadelle et fortifications, en 1644.

Les canaux de l'Ill de Strasbourg sont construits et aménagés à partir du Xe siècle, aux portes de la Grande Île de Strasbourg, liés aux fortifications de Strasbourg, principalement utilisés pour la défense de la ville ainsi que pour ses activités commerciales fluviales et artisanales, avec l'Ill comme principale voie navigable, qui rejoint le Rhin au nord de la ville. Ils sont améliorés, étendus et renforcés au cours du Moyen Âge, avec la croissance du transport de marchandise fluviale, du commerce et de l'industrie, avec la construction, par exemple, du canal du Faux-Rempart du XIIIe siècle, ou du barrage Vauban, à la fin du XVIIe siècle, pour améliorer le contrôle du niveau d'eau de la rivière et de ses canaux.

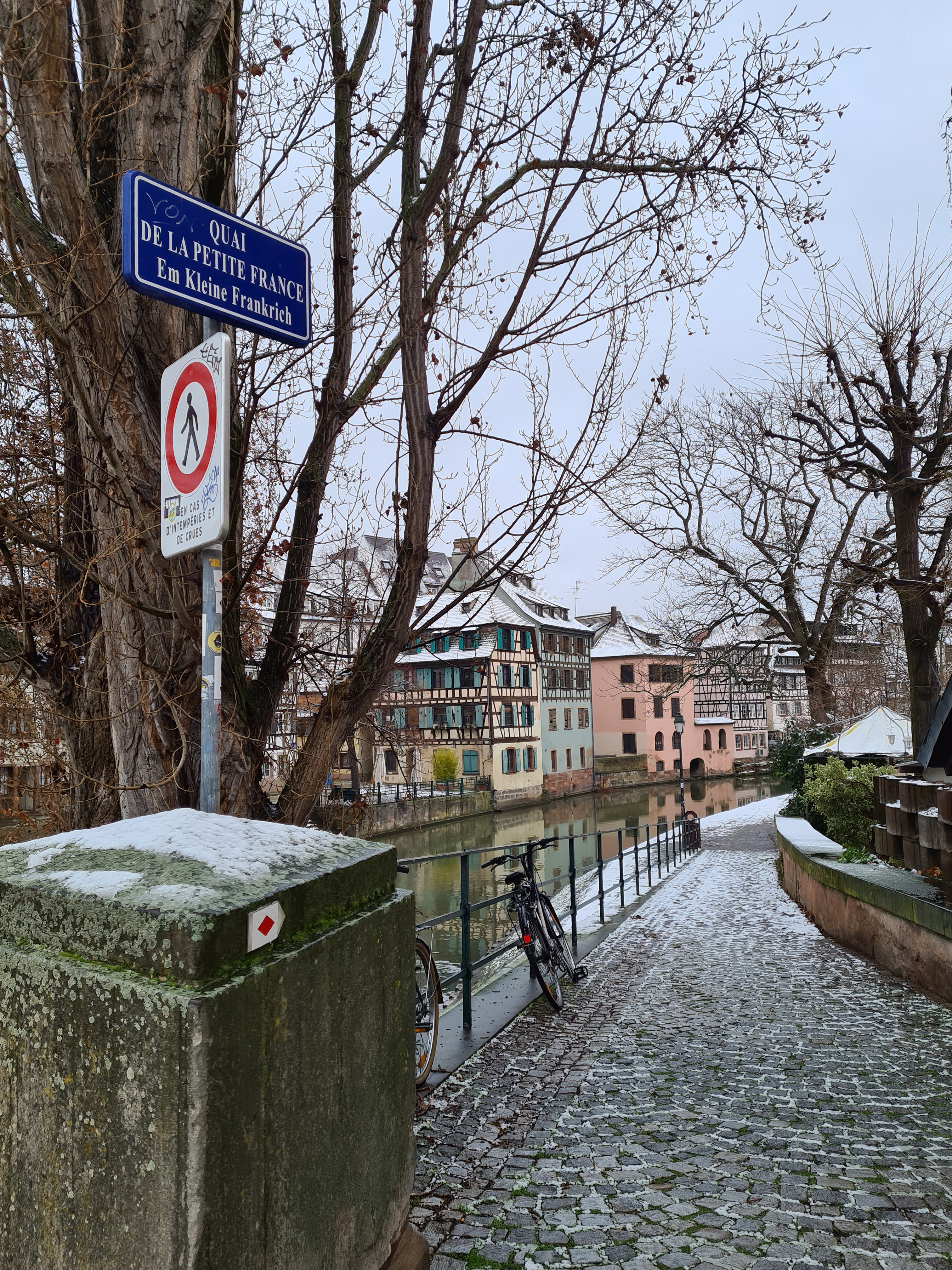
Blodergängel, quai de la Petite-France.

Le nom de quartier de « Petite France » en tant qu'unité urbaine, apparaît au cours du XXe siècle. Le terme de « Petite France » étant à l'origine, limité au terre-plein qui sépare le canal du moulin Spitz et le canal de navigation . L'expression s'étend jusqu'à englober au cours du XXe siècle trois entités jusqu'alors distinctes : les ponts couverts, le quartier des Moulins et les environs de la rue du Bain-aux-Plantes, dont les créations remontent au Moyen Âge. En ce sens, la Petite France ne constitue pas un quartier historique de la ville stricto sensu mais plutôt un quartier pittoresque qui a émergé comme une image d'Épinal touristique de l'Alsace, avec son remarquable ensemble de maisons à colombages et ses rues médiévales étroites au bord de l'Ill.
La rue du Bain-aux-Plantes (pflanzhofgasse, en référence à son activité de tannage et de teinture) fait partie du quartier des tanneurs, avec ses anciennes tanneries comme en témoignent encore les maisons les plus anciennes, dotées de grenier ventilés destinés au séchage des peaux, à l'image de la Maison des Tanneurs ou de l'auberge Au Pont Saint-Martin. Le quartier des Moulins était peuplé de meuniers, d'artisans et de pêcheurs. Les territoires de l'actuelle Petite France étaient modestes, avec des maisons construites en pan de bois (qui donnent aujourd'hui son identité au quartier) et de mauvaise fréquentation, avec des bourreaux et des prostitués. Jusqu'au XIXe siècle, la rue du Bain-aux-Plantes était séparée du quartier Saint-Thomas par le fossé des Tanneurs qui fut comblé en 1840 et permit la création de la place Benjamin-Zix.

### Origine du nom

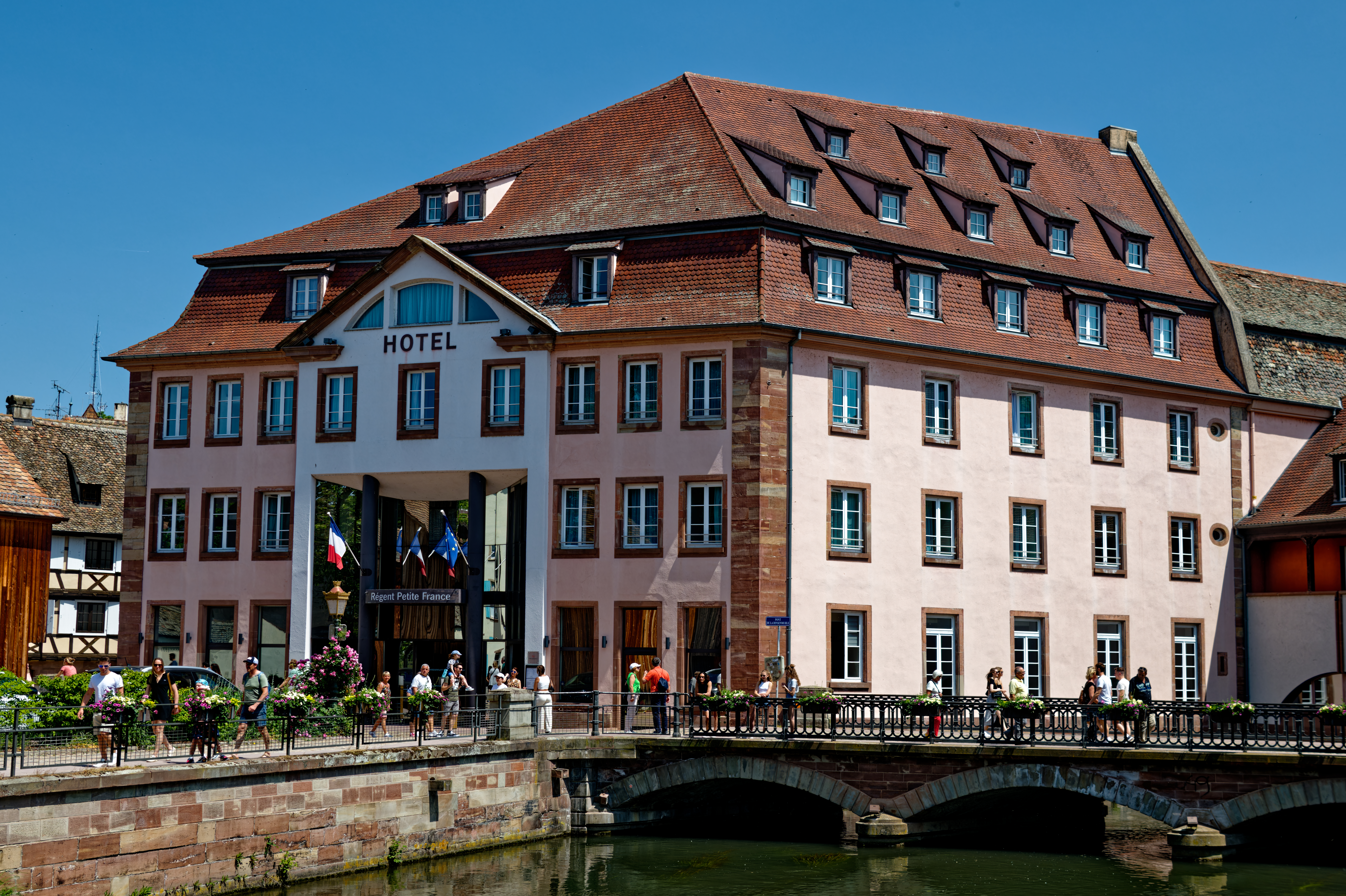
Ancien hospice, du no 6 rue des Moulins

L'origine de l'expression « Petite France » est à chercher dans l'hospice alsacien Blatterhüs (« hôpital des incurables »). Un premier hospice militaire du quartier voisin du Finkwiller est fondé en 1503, à la suite du retour des bandes de lansquenets du roi de France Charles VIII, qui venaient d'assiéger Naples durant les guerres d'Italie, et ramenaient avec elles la syphilis, dès lors appelé « mal des Français ». Il est déplacé en 1687 au no 6 rue des Moulins, sur l'actuel quai de la Petite-France, et baptisé Französel (Petite-France, en alsacien).

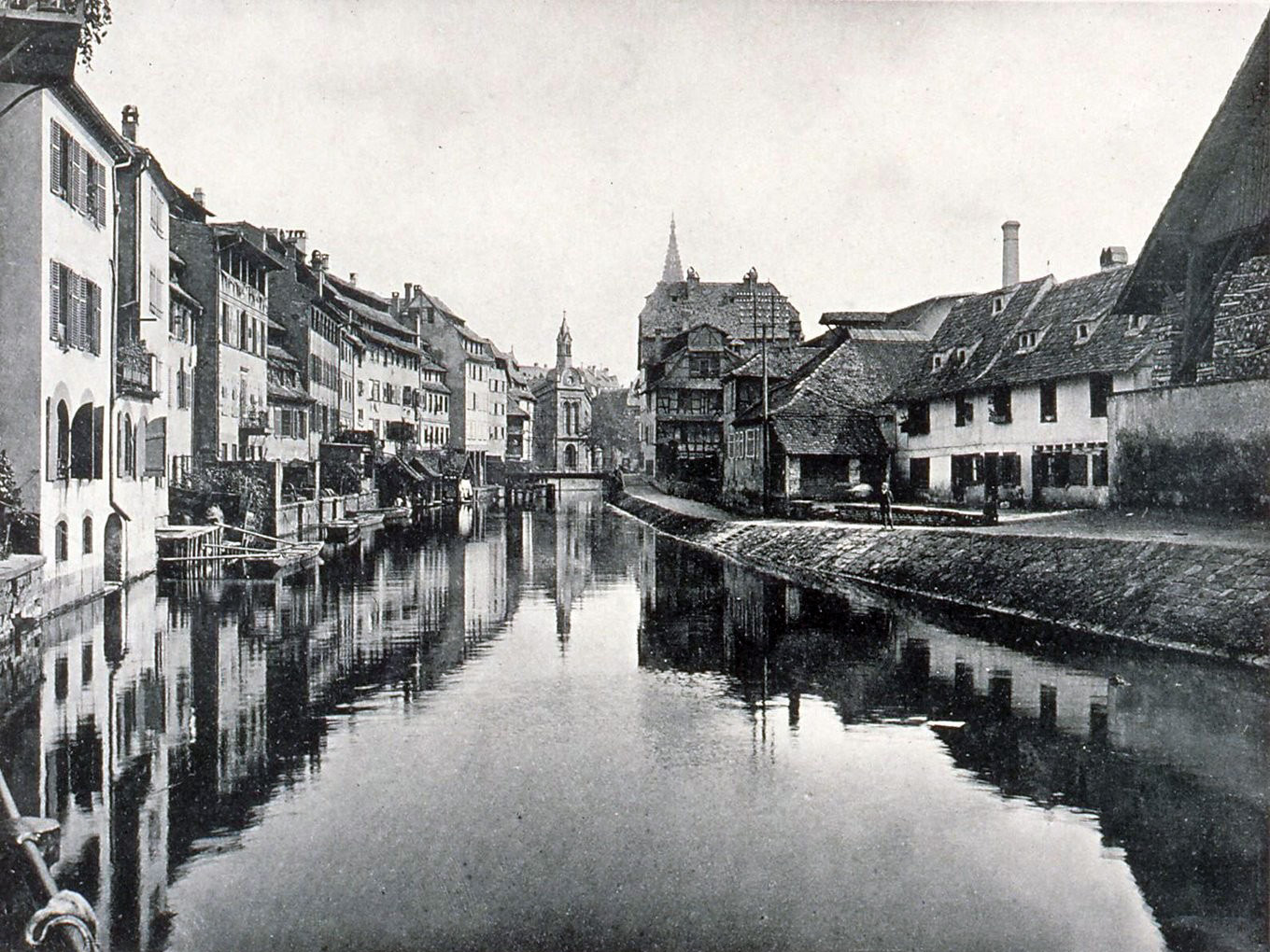
Blodergängel à droite, quai de la Petite-France (1898)

Au XVIIIe siècle, l'endroit a été appelé Hôpital des Incurables et la maison fut rebaptisée La Petite France en 1795. L'expression a ensuite désigné le terre-plein sus-nommé, sur lequel était construit l'hospice, puis le quartier formé par ce qui était anciennement appelé « am Pflanzbad » et le « Mühlenplan ». Le quartier de la Petite France semble n'être apparu sous cette dénomination qu'au cours du XXe siècle. En effet, ni Adolphe Seyboth, ni Frédéric Piton, n'en parlent dans leurs ouvrages sur l'histoire de l'urbanisme de Strasbourg parus à la fin du  XIXe siècle,,. Le terme « im kleinen Frankreich »  désigne alors uniquement le terre-plein séparant le canal du moulin Spitz et le canal de navigation .. Jusqu'au XIXe siècle, les trois entités qui forment aujourd'hui le quartier étaient désignées « am Pflanzbad », « der Mühlenplan » et « bei den Gedeckten Brücken » . « Am Pflanzbad »  désignait les actuelles rue et impasse du Bain-aux-Plantes qui étaient alors séparées de la rue des Dentelles par le fossé des Tanneurs, qui coulait en lieu et place de l'actuelle rue du Fossé-des-Tanneurs et de la place Benjamin-Zix. Le « Mühlenplan »  correspond aujourd'hui encore à la rue des Moulins, qui est parfois appelée le quartier des moulins.

## Evènements
Le marché de Noël de Strasbourg (Christkindelsmärik) a lieu tous les ans, depuis 1570, réparti sur les principales rues et places de la Grande Île de Strasbourg et de la Petite France, du premier samedi de l’Avent au 24 décembre au soir, avec plus de trois millions de visiteurs du monde entier.

## Quelques lieux, rues et places
- Quai de la Petite-France
- Quai de la Bruche
- Quai du Woerthel

- Place Benjamin-Zix
- Place Saint-Thomas
- Rue du Bain-aux-Plantes
- Rue des Moulins
- Rue des Cheveux
- Rue des Dentelles
- Ruelle des Roses

- Canal de la Zornmühle
- Barrage Vauban
- Ponts couverts
- Pont du Faisan
- Pont de la Dinsenmühle
- Pont de la Spitzmühle

- Anciennes Glacières de Strasbourg
- Maison des Tanneurs
- Maison Lohkäs
- Au Pont Saint-Martin
- Maison au 40, rue du Bain-aux-Plantes
- Maison au 27, rue du Bain-aux-Plantes
- Immeuble au 1, quai des Moulins
- Maison au 4, quai de la Bruche

- Église Saint-Martin de Strasbourg
- Église méthodiste de Sion

- TJP Centre dramatique national

Quelques vues
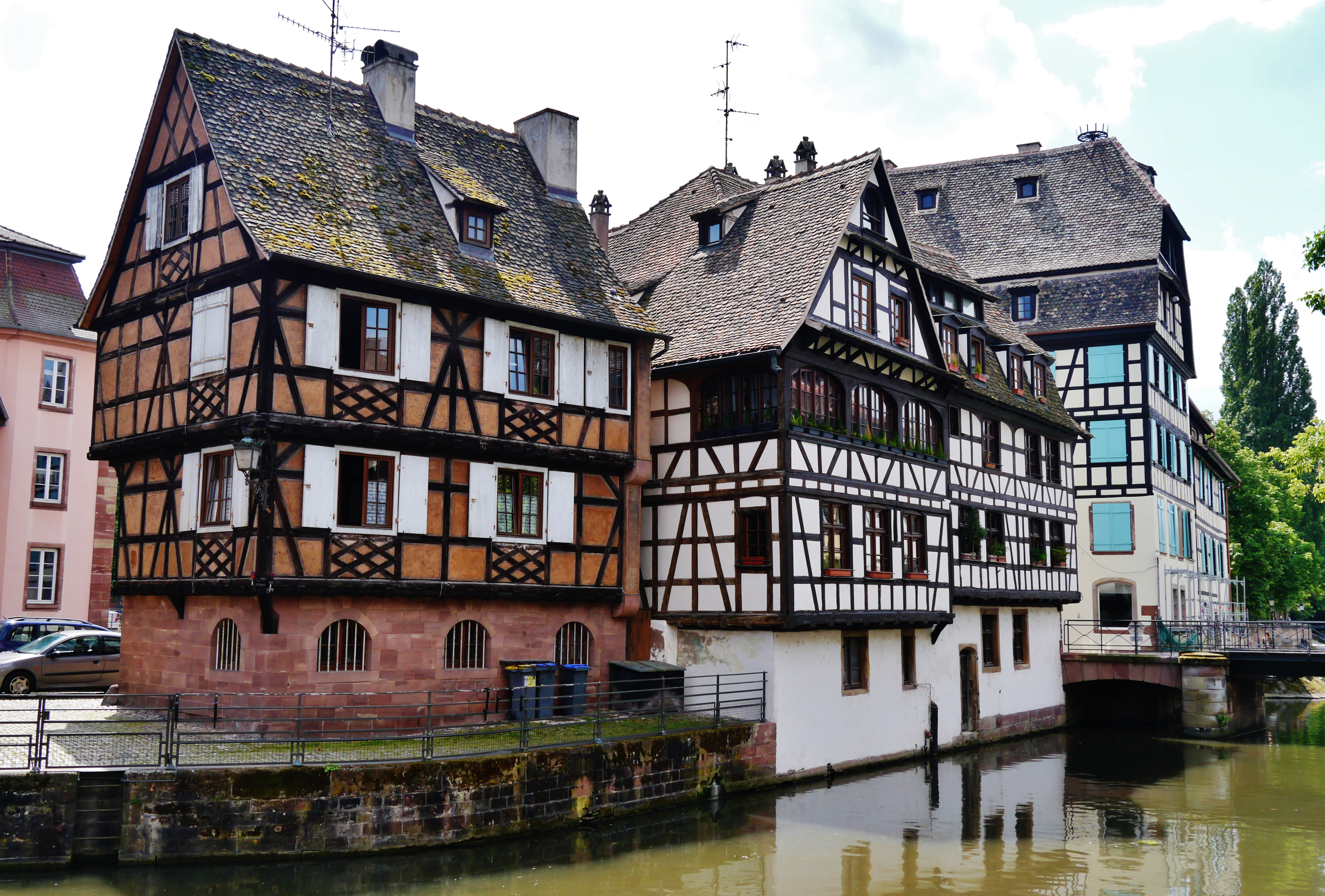
Maisons à colombages.
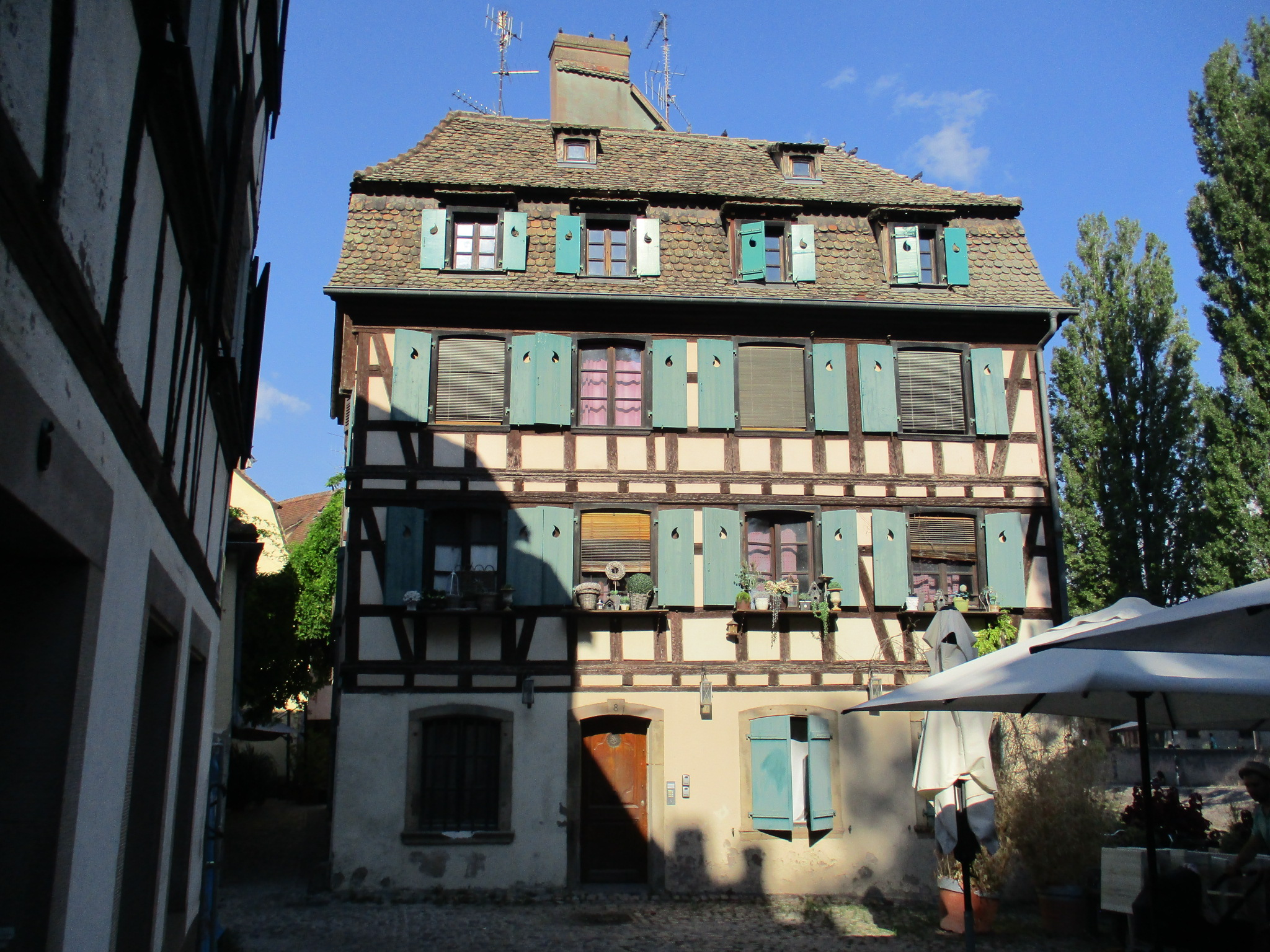
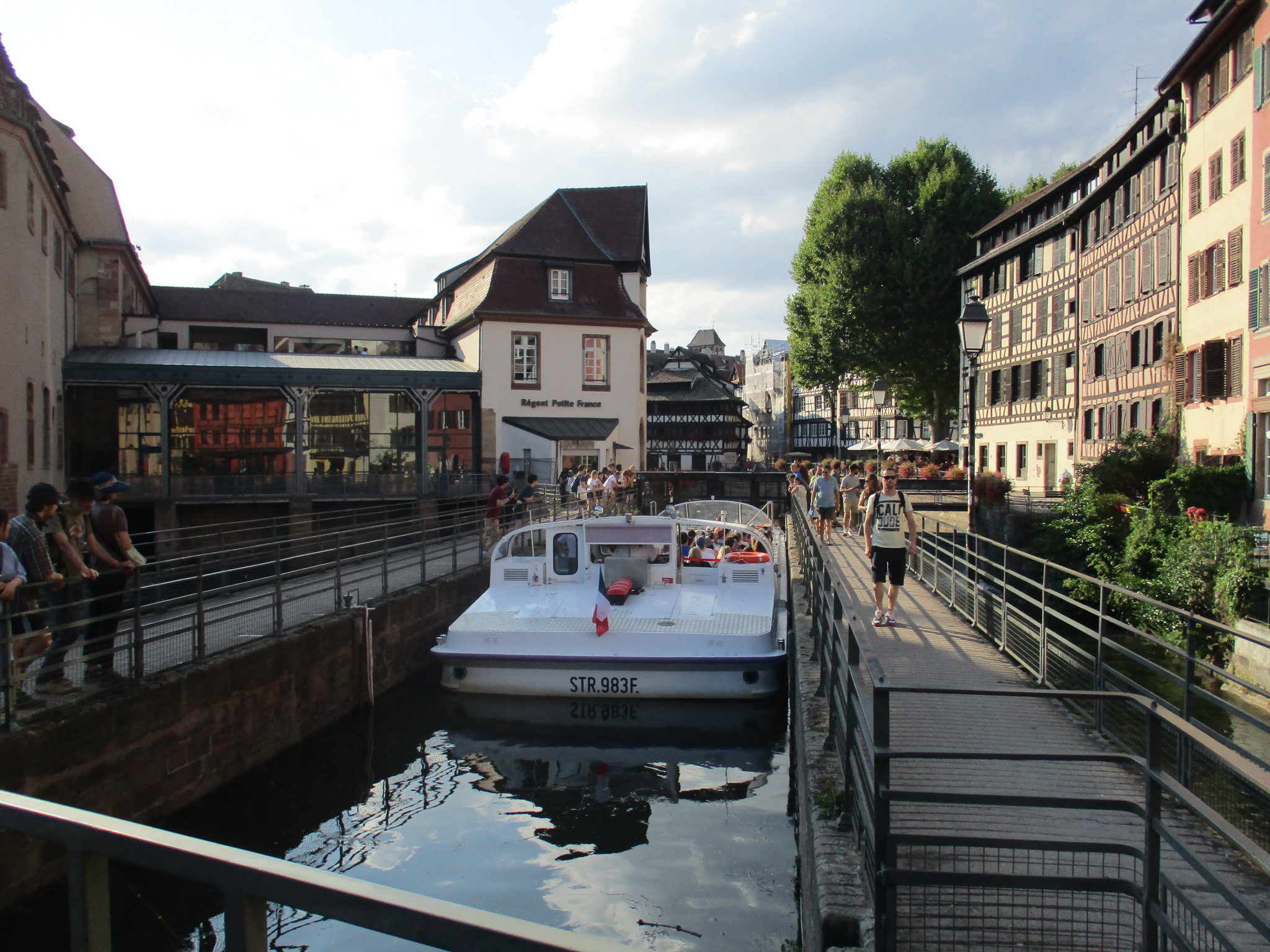
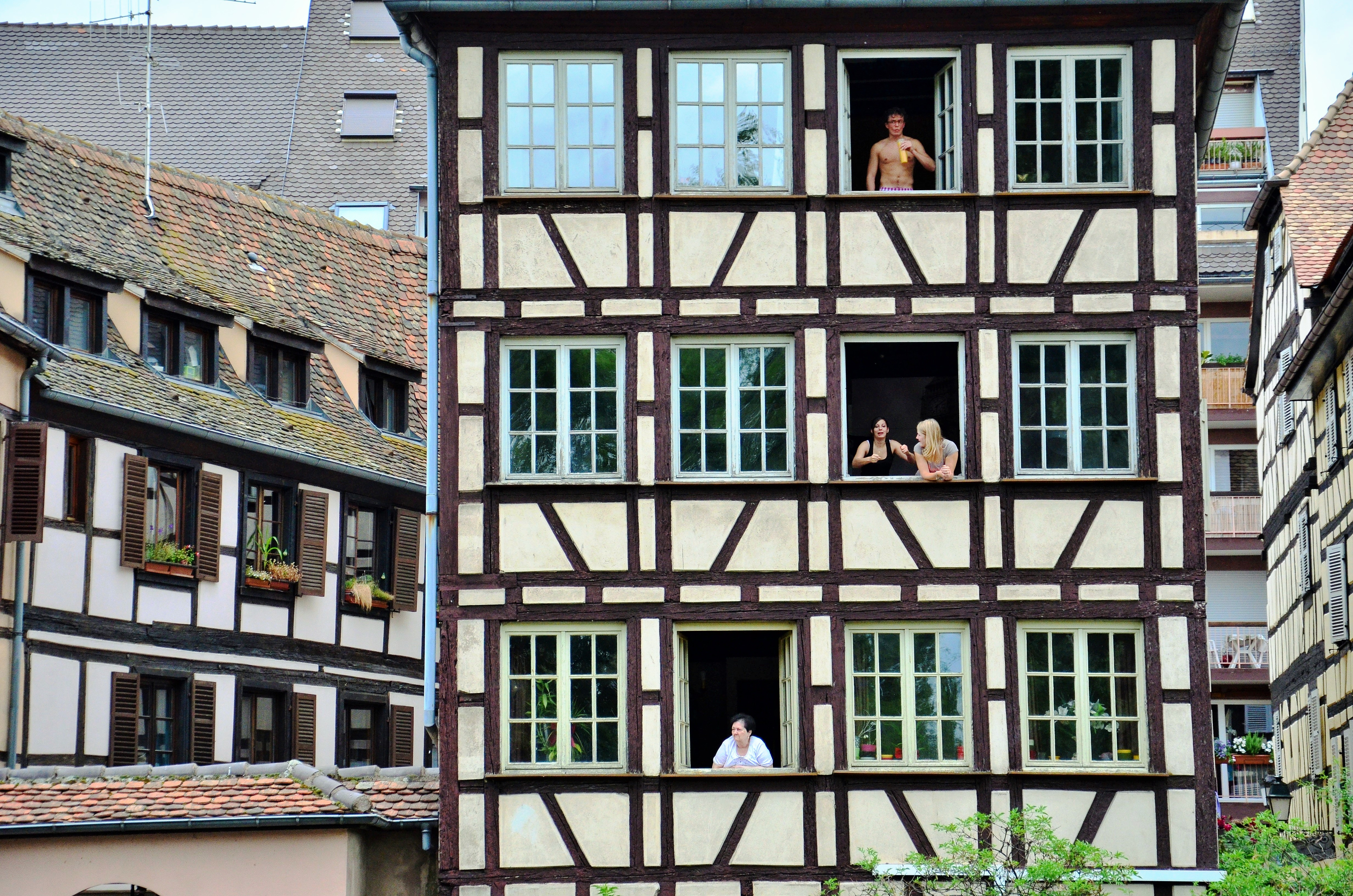
Facade.
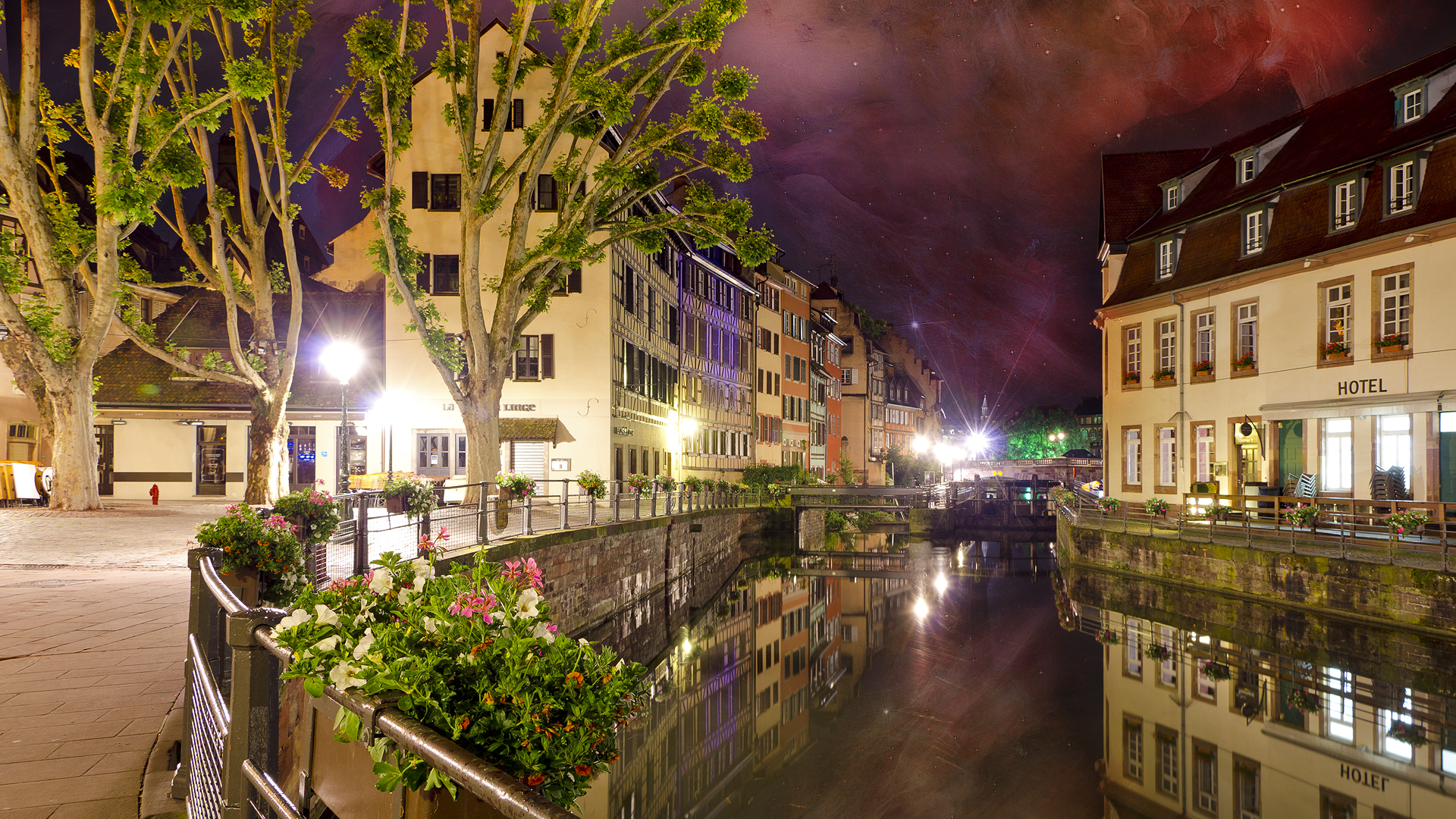
Place Benjamin Zix et le canal de navigation de l'Ill, de nuit.
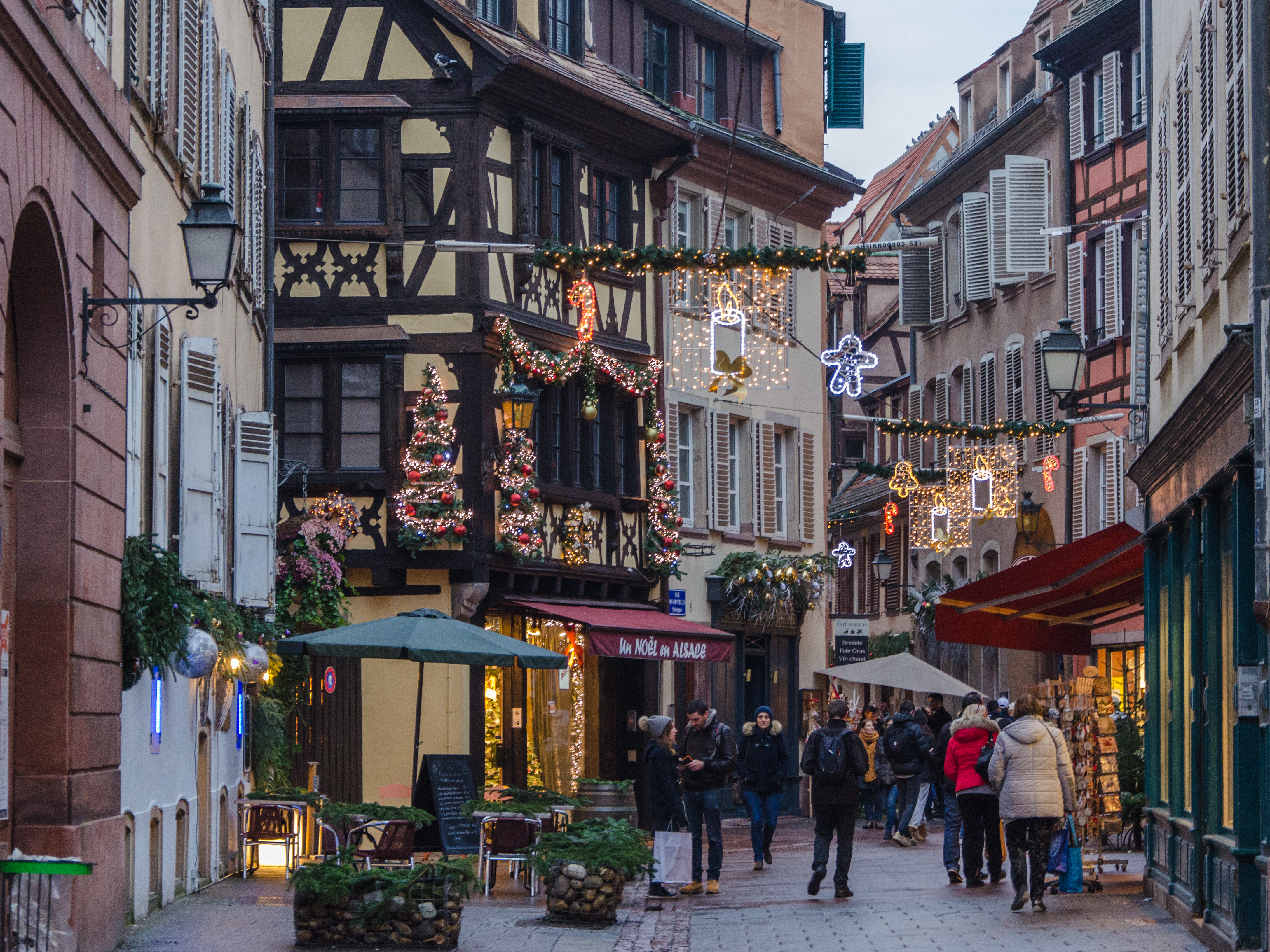
Rue des Dentelles.
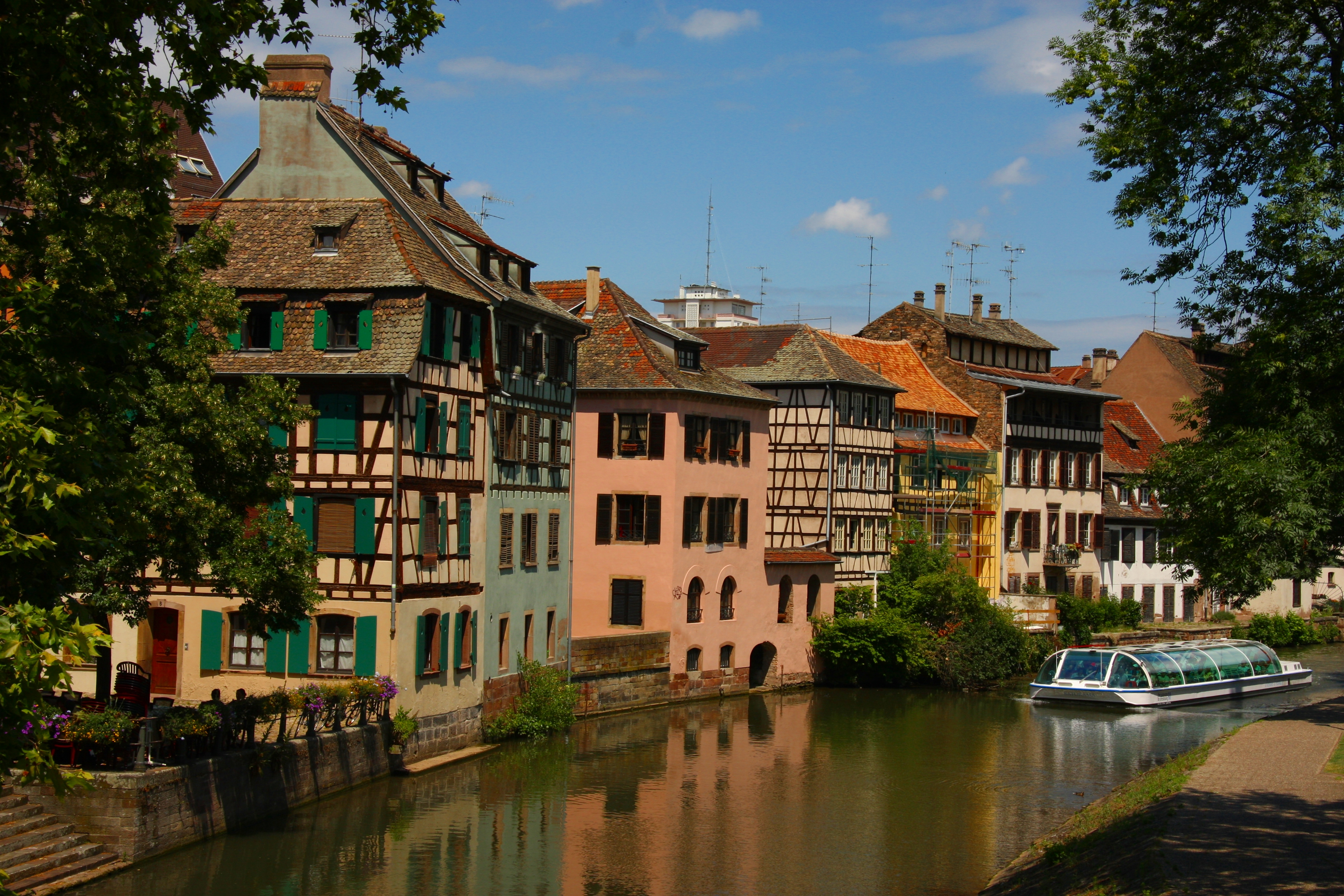
Façades sur rivière.
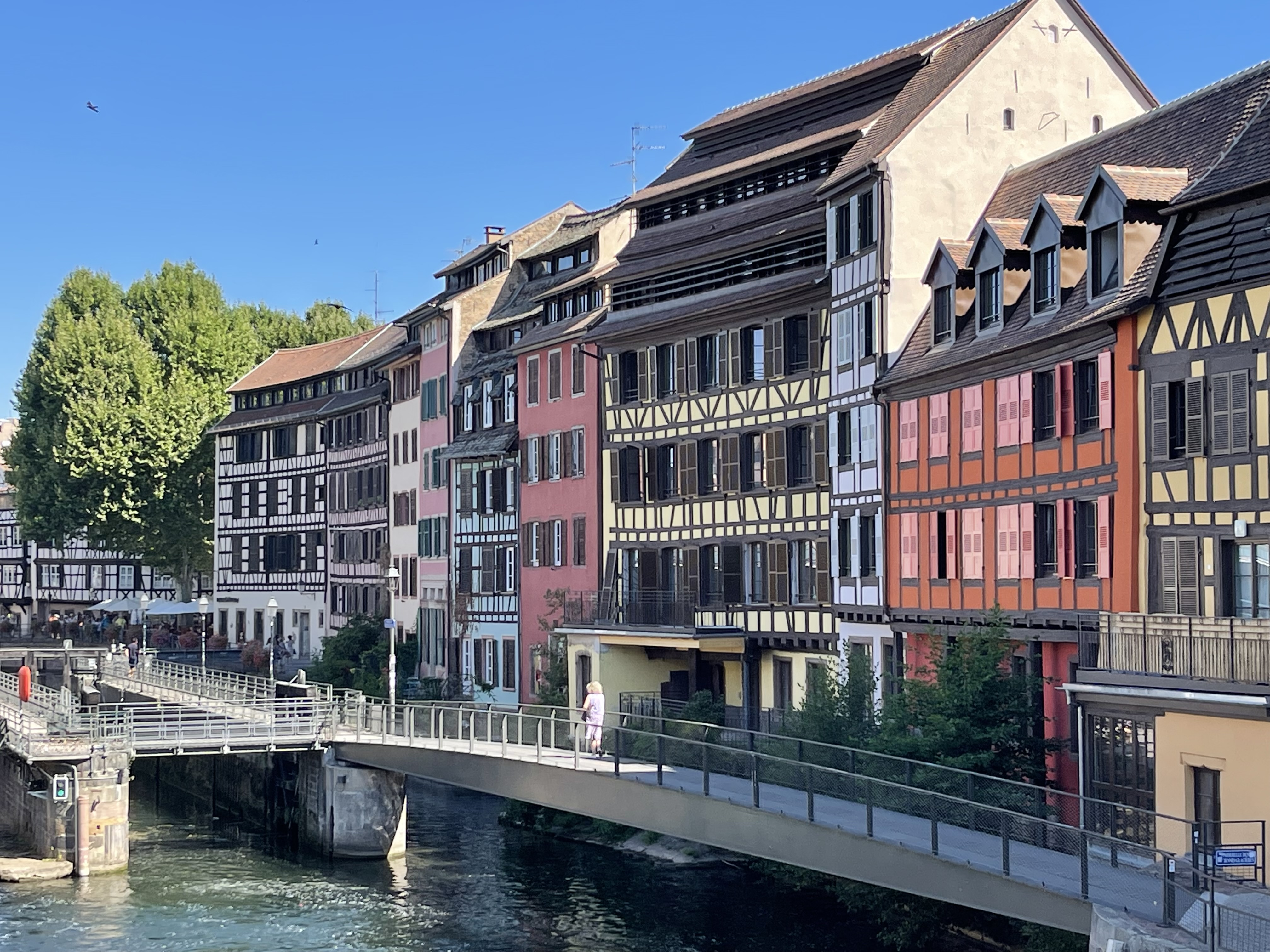
Canal de navigation de l'Ill.
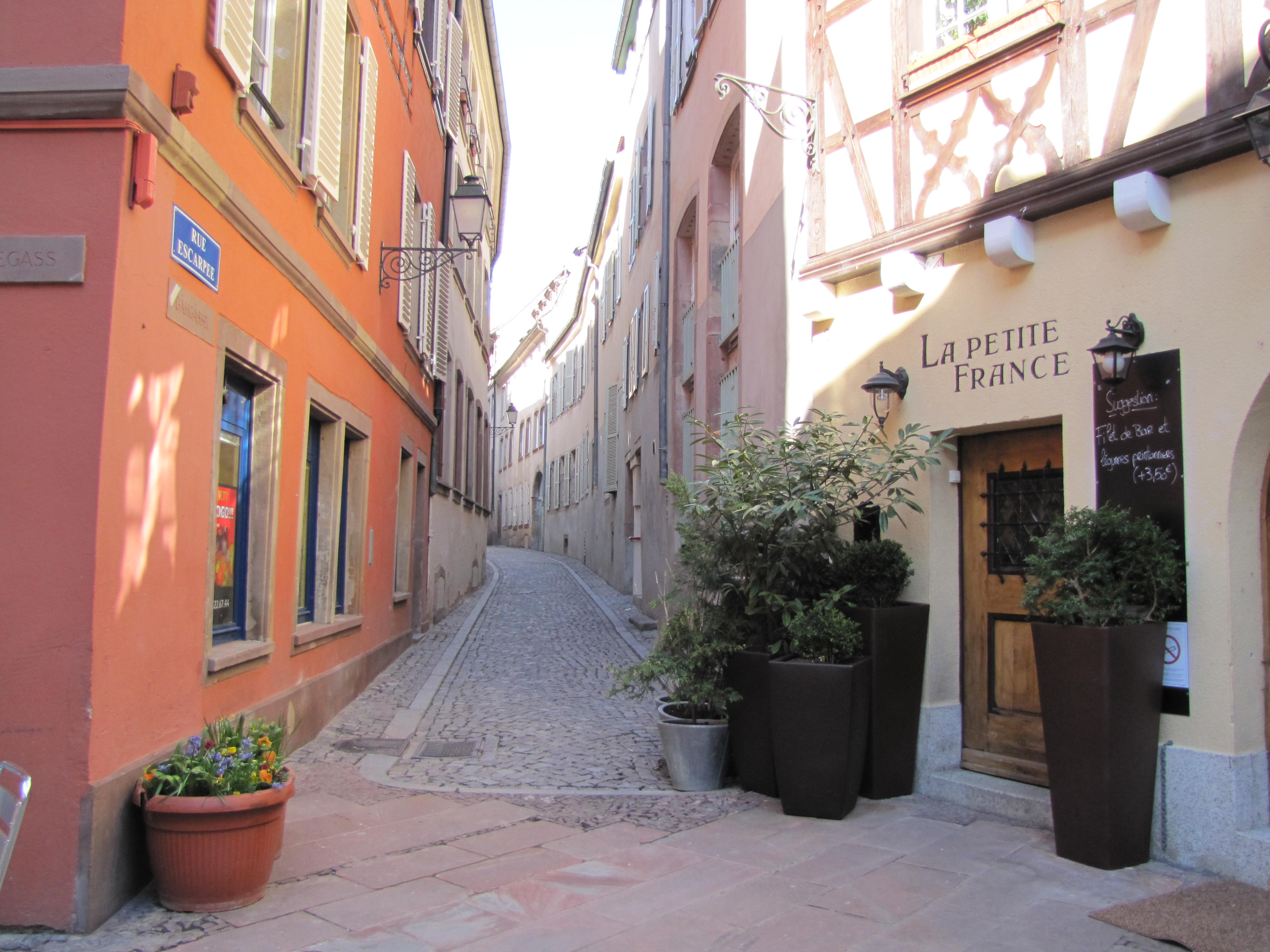
Petite France, rue Escarpée (2010).
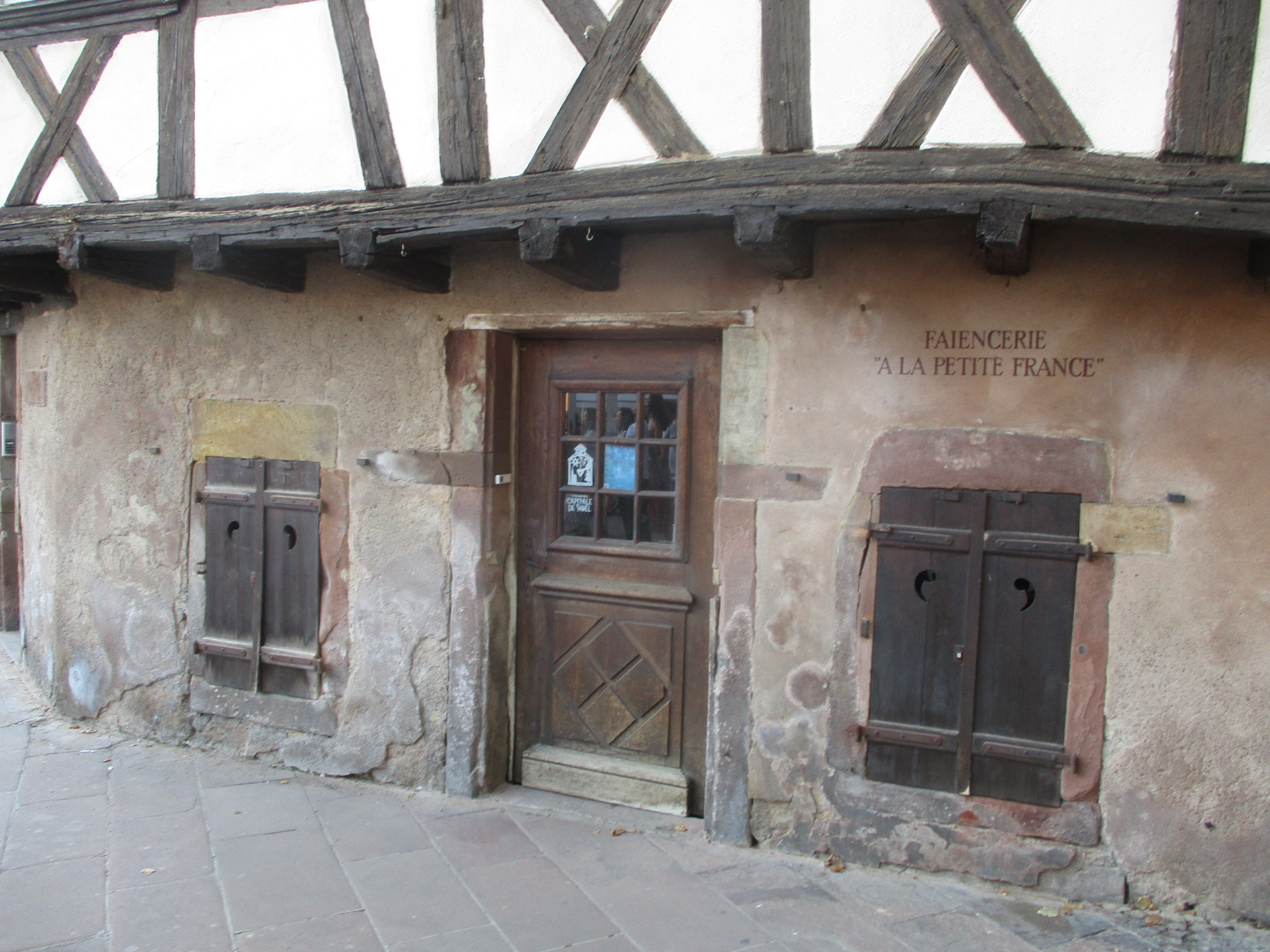
Ancienne faïencerie, rue du Bain-aux-Plantes.